# Епупа (водоспад)
Епупа (англ. Epupa Falls, порт. Quedas do Monte Negro) — водоспад на річці Кунене у південно-західній Африці.

## Географія і політика
Мовою гереро Епупа означає падаюча вода, а також піна, що виникає на скелях водоспаду. У місці знаходження водоспаду Епупа річка Кунене є прикордонною між Анголою та Намібією. Ширина її тут досягає 500 метрів. Висота водоспаду — близько 37 метрів.
Завдяки рясним притокам, що стікає в Кунене з прикордонного ангольського високогір'я, річка залишається завжди повноводною. Кунене промила на намібійському березі, у посушливій зоні Каоковельд, численні вузькі протоки.
Водоспад Рукана розташований на 135 км вгору за течією.
Через плани урядів Анголи і Намібії побудувати в районі водоспаду Епупа потужну греблю, що могло призвести до руйнування водоспаду, між місцевим населенням півночі Намібії і центральним урядом виник політичний конфлікт, тому рішення про будівництво було переглянуто.
Водоспад Епупа є однією з визначних пам'яток північного заходу Намібії, часто відвідуваних туристами.

## Галерея

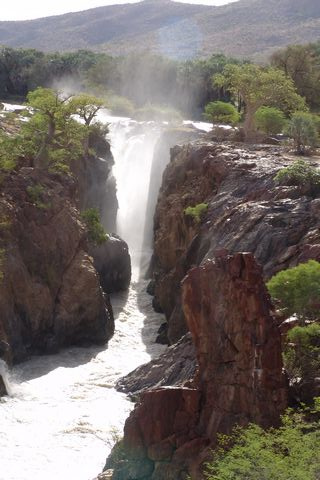
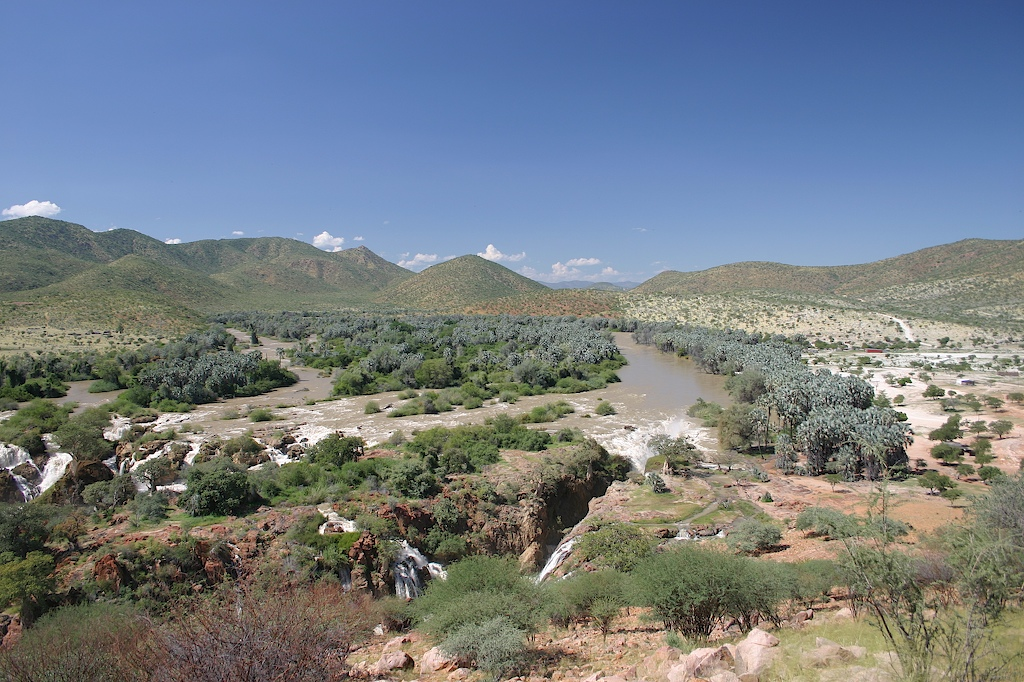
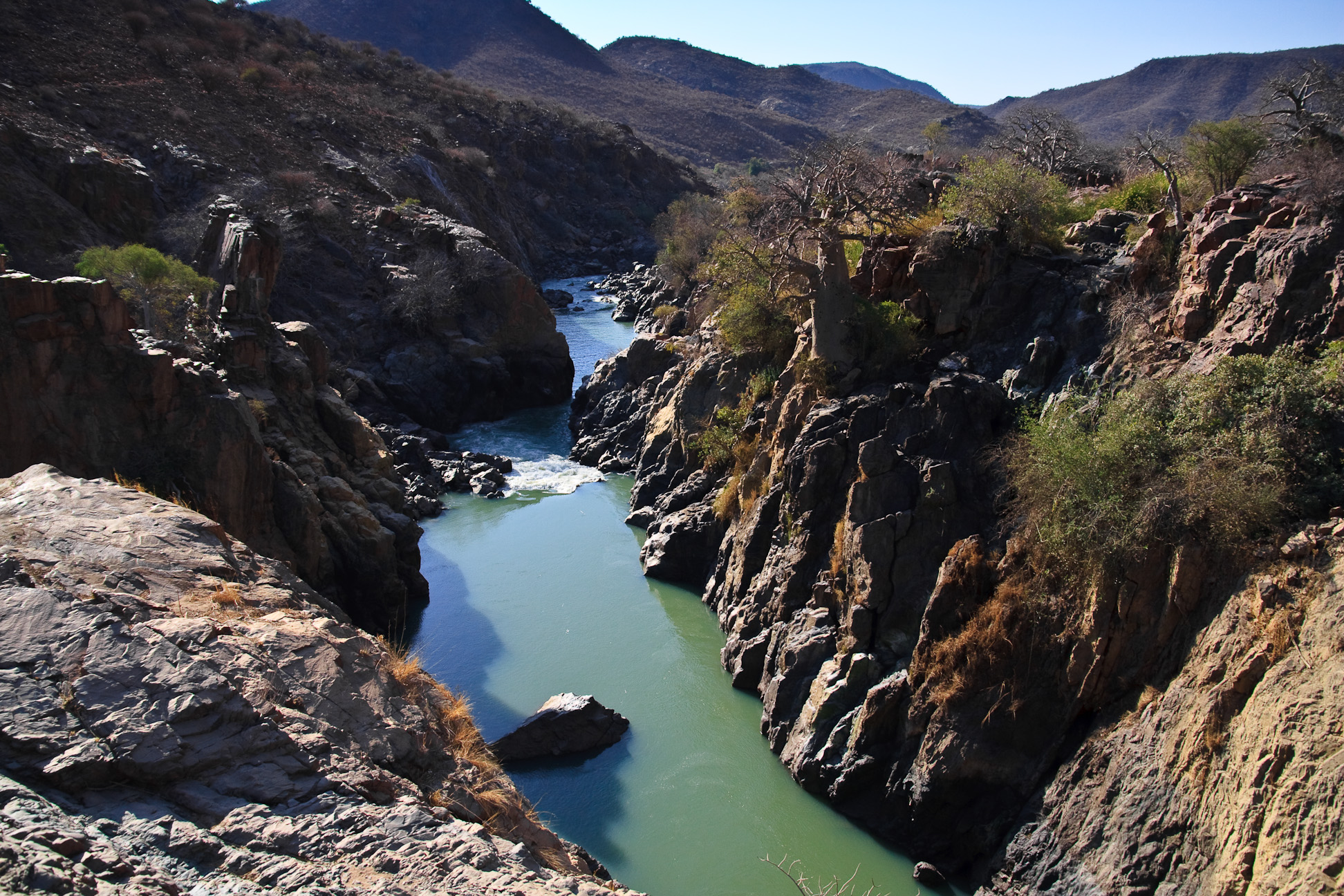
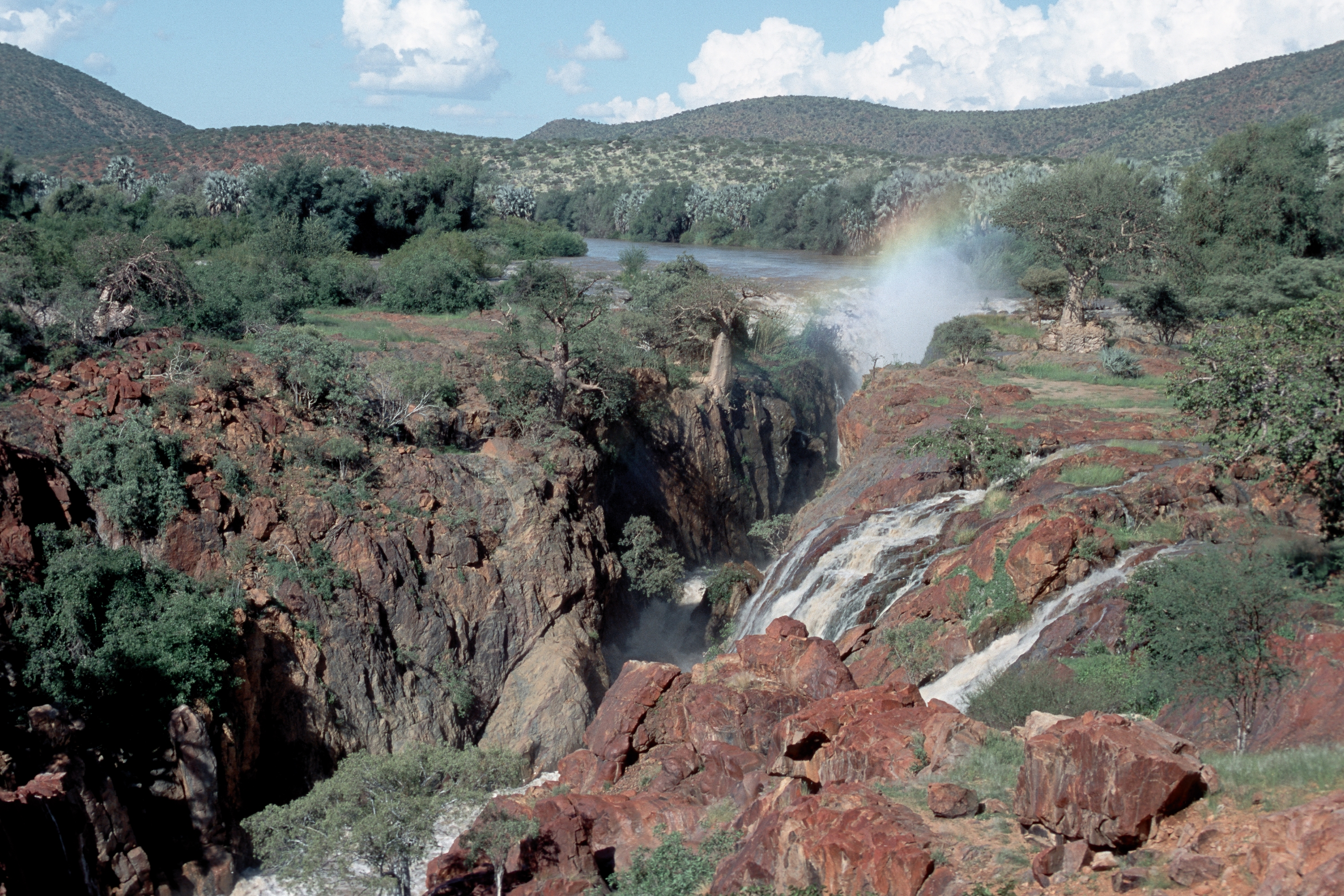

|  | Це незавершена стаття про водоспад. Ви можете допомогти проєкту, виправивши або дописавши її. |